# Teti Julià
Teti Julià (també Titi Julià o Terci Julià, llatí Tetius, Titius o Tertius Julianus) va ser un militar romà, germà de C. Teti Africà, va ser un dels generals més competents de Domicià, cònsol sufecte l'any 83. Es va distingir en la Guerra Dàcica, derrotant Decèbal.

## Vida
L'inici de la seva carrera ens és desconegut, però el 69, sota Marc Salvi Otó, va ser llegat de la Legio VII Claudia a Moesia col·laborant en l'expulsió d'una invasió de roxolans, una tribu sàrmata. Una mica després el governador de Mèsia, Aponi Saturní, que seguia a Vitel·li, va intentar matar Julià que va fugir a la zona del mont Hemos. No va participar en la guerra civil, però la seva legió va donar suport a Vespasià. En 70, va ser despullat de l'honor de presidir la primera reunió del Senat, fet que va ser atribuït a Licini Mucià, probablement per l'ambigua posició que havia mantingut cap a Vespasià l'any anterior. En aquest sentit, va ser nomenat Pretor a proposta del Senat i remogut per instigació de Mucià a favor de Dècim Plovi Grife, per ser reposat en aquesta magistratura per decisió personal de Vespasià.
Vers l'any 81 ostentava el comandament de la Legio III Augusta en la seva base de Lambaesis a Numídia. Cridat a Roma, fou nomenat cònsol sufecte en 83.
En 88, va ser nomenat governador de Moesia Superior, ja que posseïa una àmplia experiència al limes del Danubi que es remuntava la seva llegatura legionària de 69, amb la fi preparar la resposta romana contra el rei daci Decèbal.
Disciplinat i impetuós, Teti va dirigir la Guerra Dàcica de Domicià des de Viminàcium (Kostolac, Sèrbia) a Moesia Superior, dirigint el seu exèrcit a través del Banat i les Portes de Ferro a Transsilvània cap a Sarmizegetusa, la capital del regne daci de Decèbal, a qui es va enfrontar a Tapae (Tapas, Romania), vencent-lo i convertint-se en l'heroi de la batalla. La guerra va concloure amb la signatura d'un tractat entre l'Imperi i Decwbal, pel qual se li lliurava un subsidi a canvi de mantenir l'statu quo fronterer.
El seu germà va ser Gai Teti Africà Casià Prisc.